# Shuli Mualem
Shuli Mualem (en hébreu : שולי מועלם-רפאלי), née Shuli Refaeli le 8 février 1965 à Haïfa, est une femme politique israélienne, membre du parti Le Foyer juif.

## Biographie
Née à Haïfa, de parents originaires du Maroc, Shuli Rafaeli a huit frères et sœurs. Elle grandit dans le quartier de Neve David et est membre du mouvement de jeunesse Bnei Akiva. Après son service militaire, elle travaille comme infirmière et obtient un master en génie industriel et en administration de la santé. Elle travaille à l'hôpital de Beersheba.
En 1997, son mari Moshe Mualem décède dans un accident d'hélicoptère qui cause la mort de 73 personnes. Elle se remarie et a sept enfants.
Membre du parti Le Foyer juif, elle est élue députée lors des élections législatives de janvier 2013. Deux ans plus tard, elle est placée en 9e position sur la liste de son parti pour les élections législatives anticipées. Celui-ci ne décroche que huit sièges et Shuli Mualem n'est pas réélue.